# Ricinodendreae
Ricinodendreae es una tribu de la subfamilia Crotonoideae, perteneciente a la familia Euphorbiaceae. Comprende 3 géneros.
- Datos: Q7331163
- Multimedia: Ricinodendreae / Q7331163
- Especies: Ricinodendreae